# Fregetta tropica
El paíño ventrinegro (Fregetta tropica), también denominado golondrina de mar de vientre negro, es una especie de ave procelariforme de la familia Oceanitidae que vive en los océanos tropicales y subtropicales principalmente del hemisferio sur y cría en islas subantárticas.